# Rudolf Kummer
Rudolf Kummer (* 28. April 1896 in Nürnberg; † 6. April 1987 ebenda) war ein deutscher Bibliothekar und Kulturpolitiker in der Zeit des Nationalsozialismus.

## Leben
Der Sohn des Kaufmanns und Buchhändlers Max Kummer und seiner Frau, geb. Gößelein, besuchte das Neue Gymnasium Nürnberg bis Juni 1915. Als Soldat im Ersten Weltkrieg wurde er am 1. April 1920 als Oberleutnant der Infanterie entlassen. Er wurde mit dem EKI und II und dem Bayerischen Militärverdienstorden IV. Klasse ausgezeichnet. Er war mehrfach verwundet und konnte daher später nicht an den SA-Sportabzeichen-Veranstaltungen teilnehmen. Nach Kriegsende trat er 1919 dem Freikorps Epp bei und beteiligte sich an der Niederschlagung der Münchner Räterepublik. Während des Studiums wurde er Mitglied im Deutsch-völkischen Schutz- und Trutzbund, dem Wehrverband Reichsflagge und war zeitweilig Führer des Studentenbataillons Erlangen.
Kummer studierte an der Universität Erlangen Orientalistik, Volkswirtschaft und Rechtswissenschaften und war nach der Promotion zum Thema Die Umgehungsgeschäfte bei Kauf und Verkauf nach Al-Hassafs kitab al-kijal ral-mabaug und einer bibliothekarischen Fachprüfung mit Note II seit dem Frühjahr 1923 an der Bayerischen Staatsbibliothek tätig, die ihn wegen seiner Sprachkenntnisse, insbesondere im Türkischen und Arabischen, eingestellt hatte. Während seines Studiums wurde er Mitglied beim Verein Deutscher Studenten München. 1924 heirateten er und Elisabeth Hegen.
Er war am 1. Mai 1922 der NSDAP beigetreten und war 1923 Teilnehmer am Hitler-Putsch und deshalb später Blutordensträger (Nr. 113). Nach dem Verbot der NSDAP wurde er 1924 Mitglied des Frontbanns und nach dessen Auflösung des Tannenbergbundes, was ihm 1934 ein Parteigerichtsverfahren einbrachte. Er trat erst zum 1. November 1931 wieder der NSDAP bei (Mitgliedsnummer 707.993), schloss sich aber auch der SS an (SS-Nummer 272.466), die ihn am 9. November 1940 zum Obersturmbannführer beförderte, sowie dem SD, für den er als V-Mann tätig war.
Nach der Machtergreifung der Nationalsozialisten im Januar 1933 sorgte er als Gauhauptstellenleiter des Beamtenbundes an der Staatsbibliothek für die Entlassung politisch missliebiger und jüdischer Mitarbeiter, darunter waren Max Stefl und der jüdische Oberbibliothekar Benno Ziegler. Beim Bibliothekartag des Vereins Deutscher Bibliothekare in Darmstadt wurde Kummer in den gleichgeschalteten Vereinsausschuss gewählt.
Für eine Mitarbeit bei Achim Gercke in der neugeschaffenen „Dienststelle des Sachverständigen für Rasseforschung beim Reichsinnenministerium“ wurde er im Mai 1933 nach Berlin abgeordnet. Bevor 1932 Gerckes Judenkartei mit ca. 70.000 Einträgen an die NSDAP übergeben worden war, hatte Kummer diese begutachtet. Im September 1934 wurde er vom Bayerischen Kultusminister Hans Schemm dem Direktor der Staatsbibliothek Georg Reismüller als „Weltanschaulicher Berater“ zur Seite gestellt, für dessen Verhaftung und Ablösung er dann im März 1935, nun von Berlin aus, sorgte. Zum Direktor der Staatsbibliothek wurde aber nicht sein Mitintrigant Georg Leidinger, sondern auf Anordnung Hitlers der „Alte Kämpfer“ Rudolf Buttmann ernannt.
Auf Anweisung des Reichsleiters der NSDAP Philipp Bouhler wurde Kummer als Referent in die Parteiamtliche Prüfungskommission zum Schutze des nationalsozialistischen Schrifttums berufen. Im September 1935 erhielt Kummer auf Empfehlung von Hugo Andres Krüß als Ministerialrat im Reichsministerium für Wissenschaft, Erziehung und Volksbildung die Leitung für das „Generalreferat für das Bibliothekswesen“ (Referent für Bibliotheks- und Archivwesen im REM) und war damit formal der höchste Ministerialbeamte für die wissenschaftlichen Bibliotheken im Deutschen Reich. In dieser Funktion nahm er zwischen 1935 und 1939 an den Tagungen der International Federation of Library Associations and Institutions (IFLA) als führendes Mitglied der deutschen Delegation teil, auch zu deren politischer Überwachung. Kummer wurde 1936 auch Mitglied im „Geschäftsführenden Ausschuß der Deutschen Bücherei“. 1938 leitete er die Delegation zur Oxforder Tagung der International Federation for Information and Documentation. 1941 wurde er in den Beirat der neugegründeten Deutschen Gesellschaft für Dokumentation benannt.
1938 auf dem 34. Bibliothekartag des Verein Deutscher Bibliothekare erinnerte Kummer daran, dass bereits vor der Machtergreifung (nationalsozialistische) Bibliothekare die Lebensläufe der deutschen Doktoranden überprüft und die jüdischen verzettelt hatten, so daß bereits 1933 halbwegs brauchbare Vorarbeiten für die Ausmerzung jüdischer Schriftsteller, Schriftleiter und Professoren vorhanden waren.
Über Kummers Internierung und Entnazifizierung nach Ende des Zweiten Weltkriegs ist nichts bekannt, ebenso wenig über seine weitere Tätigkeit. Im Nachkriegsdeutschland diente der Name Rudolf Kummer als Alibi für die vermeintlich unpolitisch gebliebenen deutschen Bibliothekare. Kummers Klagen auf Wiedereinstellung in den öffentlichen Dienst und auf angemessene Pensionsansprüche wurden vom Bundesverwaltungsgericht 1962 endgültig abgelehnt. Er hatte sogar einen Fürsprecher in Georg Leyh gefunden, der den „Unsinn der Entnazifizierungsmethoden“ kritisierte, andererseits von Kummer noch eine Zeugenaussage in seinem eigenen Besoldungsprozess benötigte.
Kummers Buch „Rasputin. Ein Werkzeug der Juden“, das 1942 die zehnte Auflage hatte, wurde 1946 in der SBZ auf die Liste der auszusondernden Literatur gesetzt.

## Schriften
- Aus der Geschichte des bayerischen Orienthandels, München : Südost-Verlag, 1927.
- Die Rasse im Schrifttum : Ein Wegweiser durch das rassenkundliche Schrifttum, Hrsg. von Achim Gercke, bearb. von Rudolf Kummer, Berlin : Metzner 1933.
- Wir kämpfen für Deutschland, Rudolf Kummer; Albert Schmidt, Langensalza, Berlin, Leipzig : Beltz, 1934.
- Rasputin. Ein Werkzeug der Juden, Nürnberg : Der Sturmer, 1939